# Alicia Rhett
Alicia Rhett (Savannah (Georgia), 1 februari 1915 – Charleston (South Carolina), 3 januari 2014) was een Amerikaanse actrice.

## Levensloop en carrière
Rhett werd geboren in 1915. Haar vader verongelukte tijdens de Eerste Wereldoorlog. Rhett werd in 1936 ontdekt door George Cukor. Ze deed auditie voor de rol van Melanie Wilkes in Gone with the Wind, een rol die uiteindelijk naar Olivia de Havilland zou gaan. Rhett zou de rol van haar schoonzuster India Wilkes krijgen. Al in 1941, na een korte filmcarrière, stopte ze met acteren. Ze werd portretschilder. 
Ze overleed in 2014 op bijna 99-jarige leeftijd en was daarmee een van de oudste nog levende acteurs uit Gone with the Wind.
- International Standard Name Identifier: 0000 0000 2570 8620
- Library of Congress Control Number: no2009174307
- Virtual International Authority File: 75280093
- WorldCat: E39PBJv4kDV6dRMpW9vgWJ4rMP